# فروشگاه اپل
اپل استور (به انگلیسی: Apple Store) (به فارسی: فروشگاه اپل) به مجموعه فروشگاه‌های زنجیره‌ای گفته می‌شود که در سال ۲۰۰۱ به منظور فروش محصولات شرکت اپل تأسیس شد و در حال حاضر ۳۳۰ شعبه در نقاط مختلف دنیا دارد. مانند بوستون, نیویورک سیتی, شیکاگو, سان‌فرانسیسکو, توکیو, اوساکا, لندن, سیدنی, پرت (استرالیا), مونترآل, استانبول, مونیخ, زوریخ, پاریس, پکن, گلاسگو, هونولولو و شانگهای. بزرگترین شعبه‌های آن کاونت گاردن در لندن, انگلستان و بزرگترین شعبه در آمریکای شمالی در شهر بوستون واقع شده‌است.

## نگارخانه

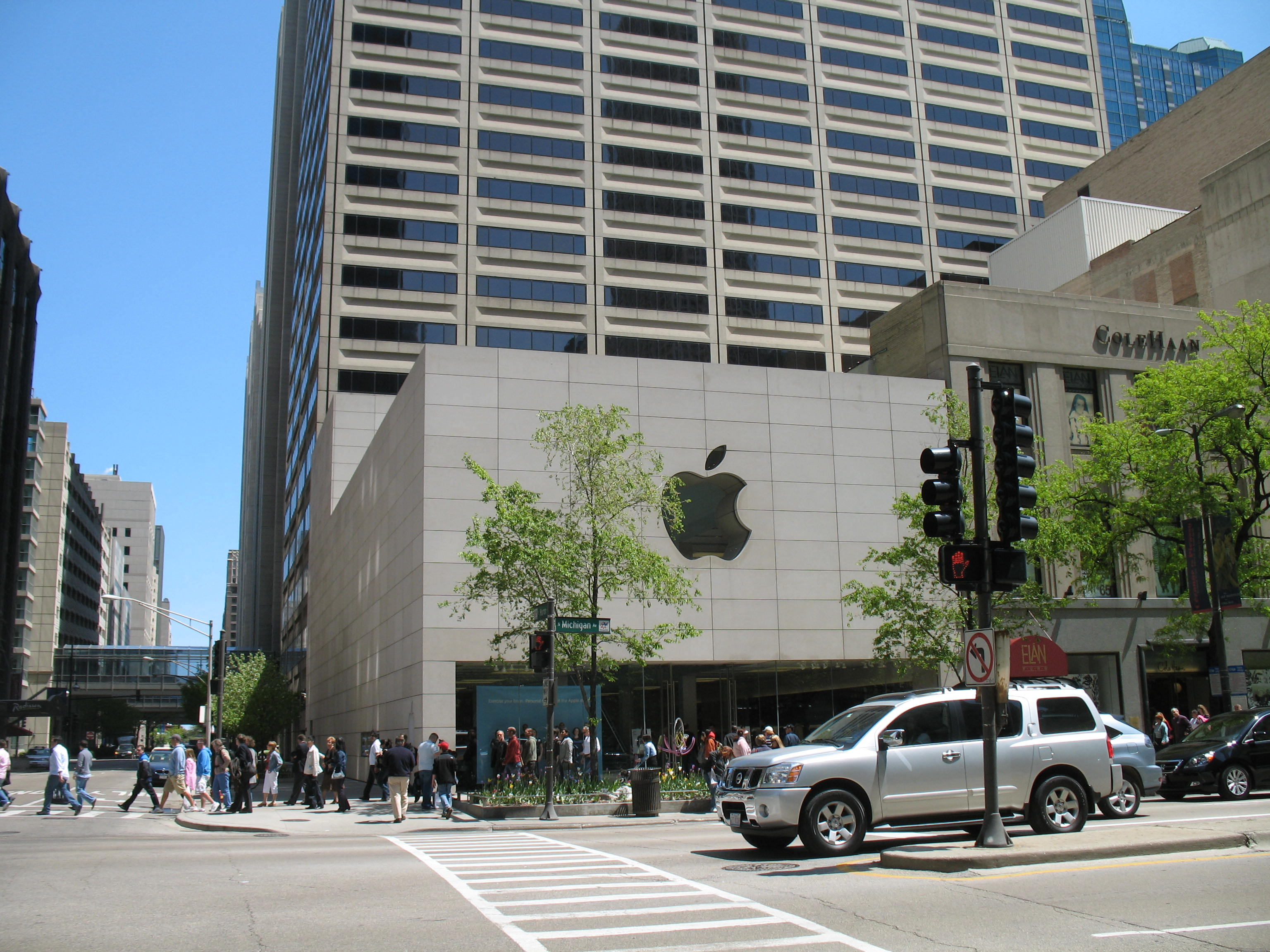
فروشگاه اپل شیکاگو ایلینوی
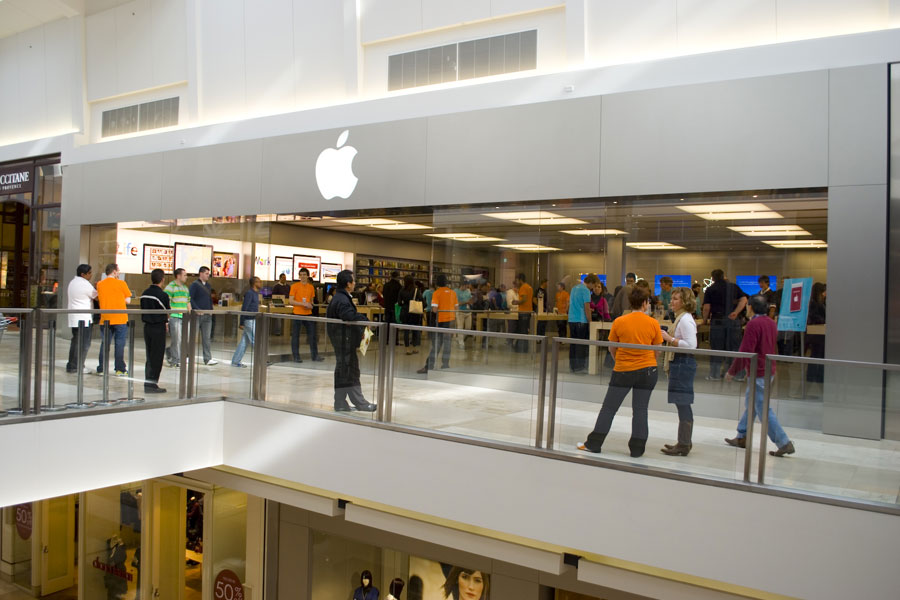
فروشگاه اپل ویکتوریا (استرالیا)
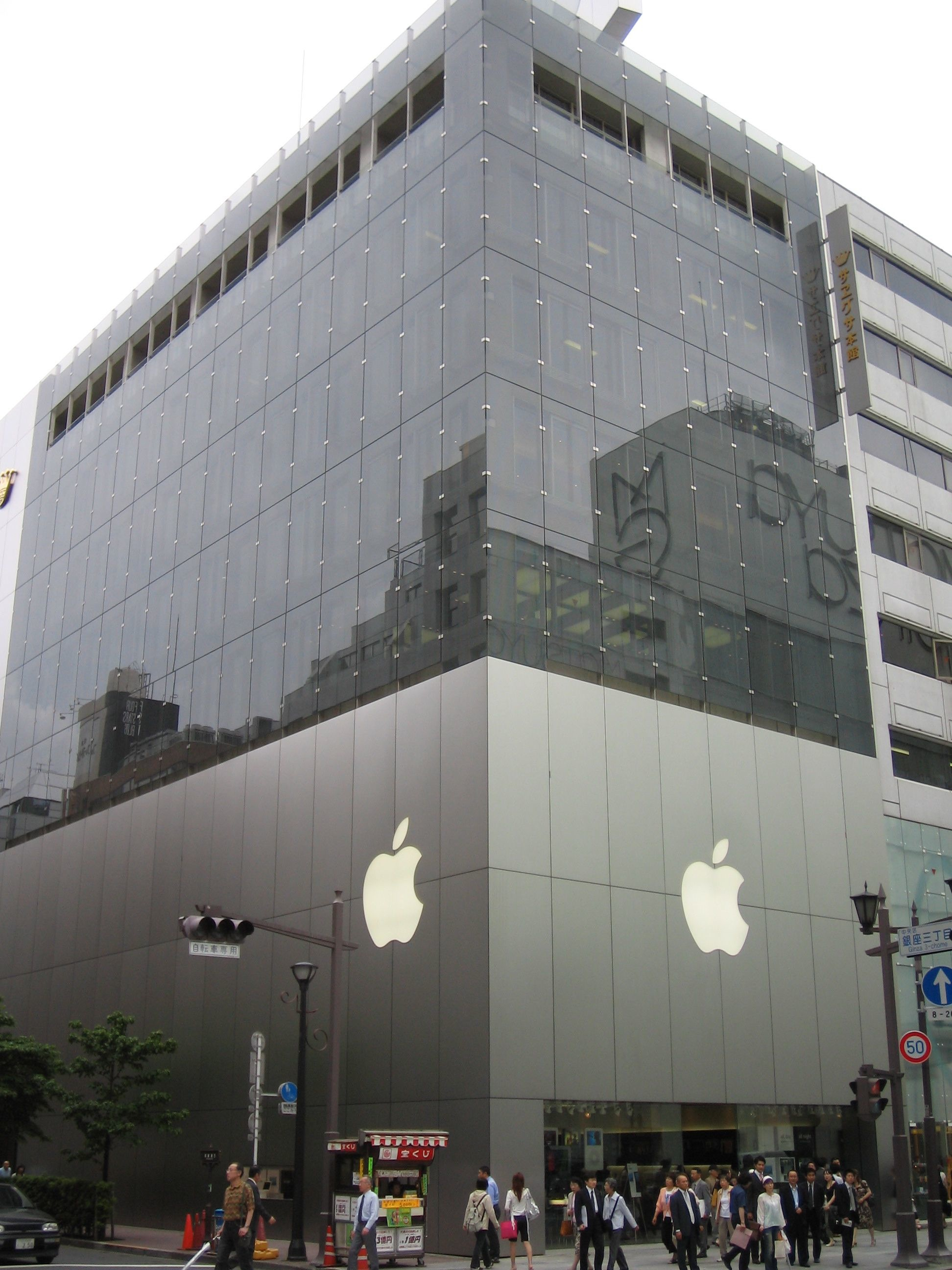
فروشگاه اپل در توکیو
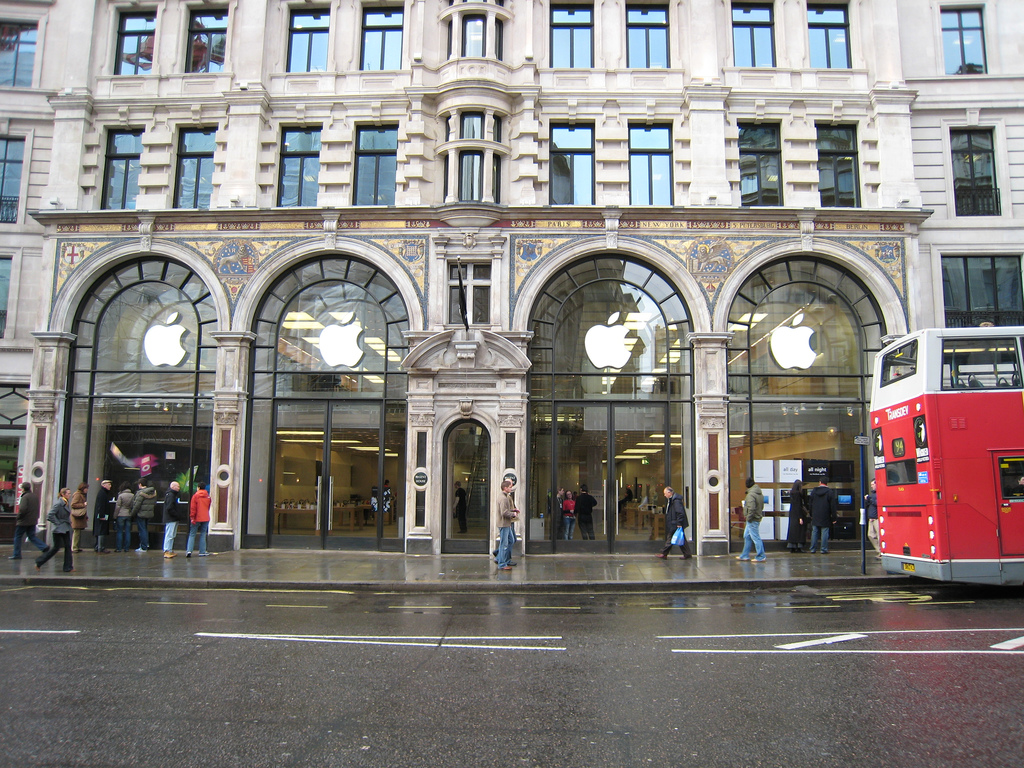
فروشگاه اپل در لندن
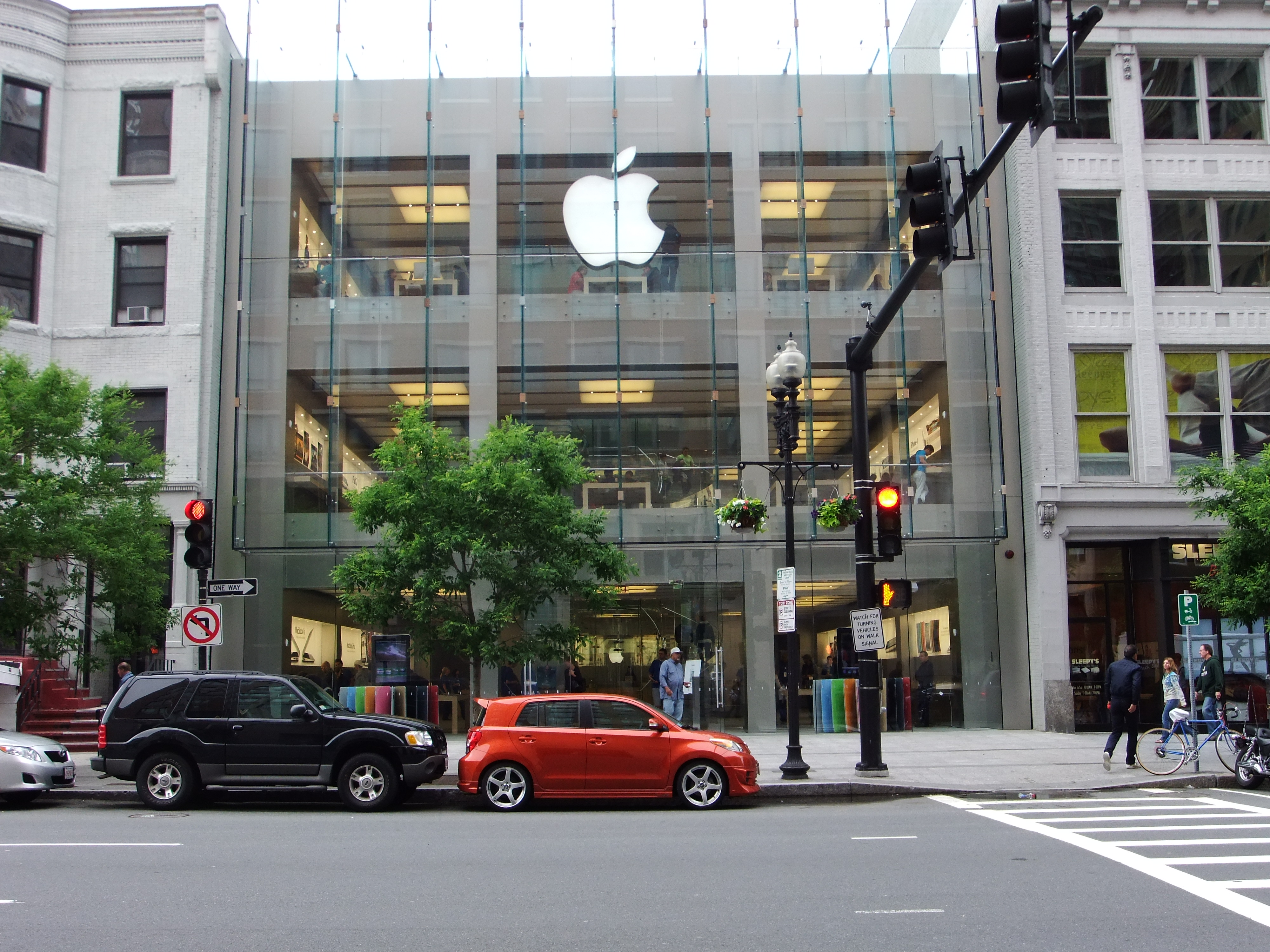
فروشگاه اپل در بوستون
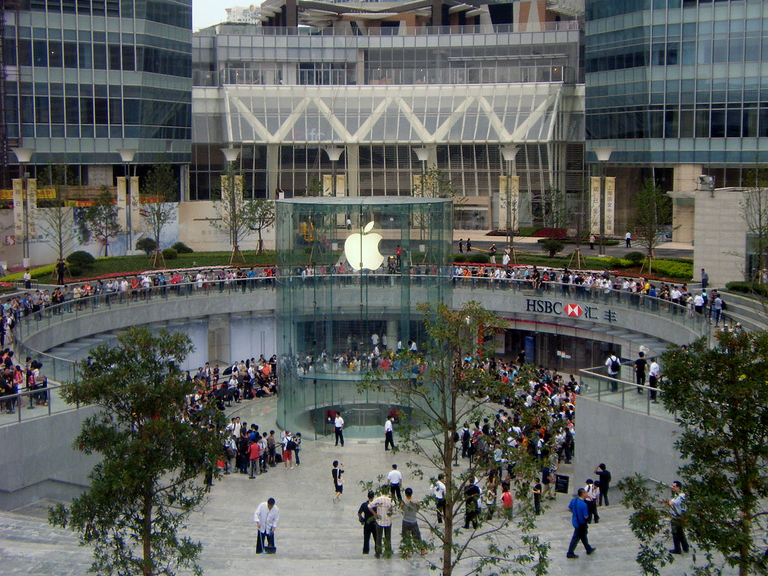
فروشگاه اپل در شانگهای